# Bruno Arpaia
Bruno Arpaia (Ottaviano, 31 agosto 1957) è uno scrittore, giornalista e traduttore italiano.

## Biografia
Nativo di Ottaviano, Bruno Arpaia si laurea in Scienze politiche presso l'Università degli Studi di Napoli Federico II, con specializzazione in Storia americana. La lettura di Cent'anni di solitudine lo orienta alla professione di scrittore e all'amore per la cultura ispanofona.
Intraprende poi la carriera giornalistica al Mattino di Napoli, prima di trasferirsi a Milano nel 1989. L'anno successivo pubblica il suo primo romanzo, I forestieri, Premio Bagutta - Opera Prima nel 1991. Affianca alla professione di giornalista, presso la sede milanese di Repubblica, l'attività letteraria, pubblicando nel 1994 Il futuro in punta di piedi. Lascerà la redazione del quotidiano nel 1998, per dedicarsi alla scrittura e al giornalismo free-lance.
Nel 1997 esce Tempo perso, ambientato durante la rivoluzione delle Asturie del 1934. Nel romanzo compare per la prima volta la figura del giovane rivoluzionario Laureano, la cui vicenda si intreccerà con quella del filosofo Walter Benjamin nel successivo L'Angelo della storia, edito da Guanda. È questo il romanzo che vale a Arpaia il Premio Campiello 2001. Si tratta del racconto di un destino beffardo, quello di Walter Benjamin, in fuga dalla Germania nazista: sullo sfondo, la sorte di un continente che precipita rapidamente verso il baratro del conflitto mondiale. Il complesso rapporto tra il destino individuale e quello collettivo spicca fra i temi cari allo scrittore, insieme alla costante riflessione sul tempo.

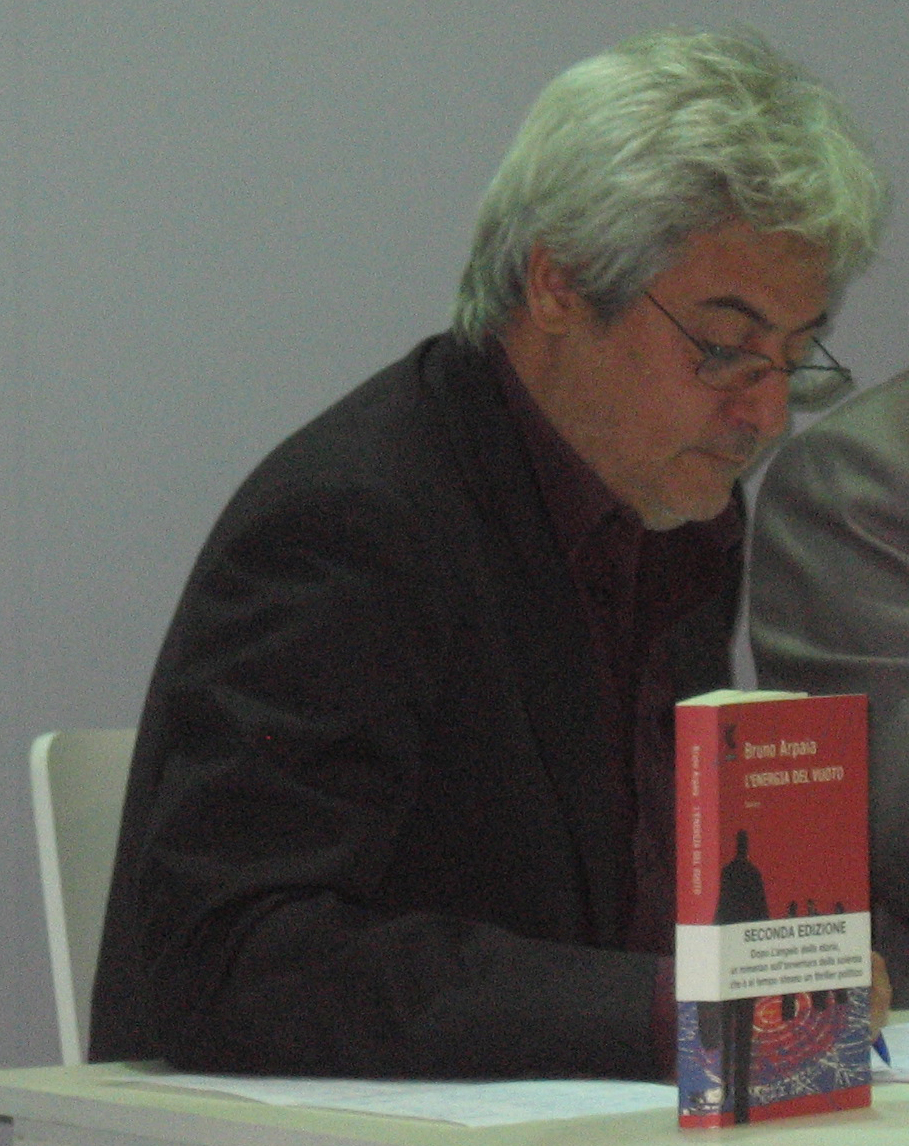
Bruno Arpaia, Mosca, 2011

Del 2003 è Raccontare, resistere - Conversazioni con Bruno Arpaia, lunga intervista allo scrittore cileno Luis Sepúlveda, nel corso della quale i due autori si confrontano su numerosi argomenti che li accomunano: la letteratura, la passione politica, l'impegno in favore dell'ambiente, il giornalismo. Il libro ha vinto il Premio Procida-Isola di Arturo-Elsa Morante per la saggistica. Nel 2006 Arpaia pubblica Il passato davanti a noi, rievocazione degli anni settanta, della maturazione politica di una generazione, tra la lotta operaia e le grandi battaglie per i diritti civili, fino alla stagione del terrorismo italiano e della repressione. Il libro è vincitore al Premio Napoli e al Premio letterario Giovanni Comisso.
Nel marzo del 2007, sempre per Guanda, esce il pamphlet Per una sinistra reazionaria. Nel 2013 escono La cultura si mangia! (con Pietro Greco) e L'avventura di scrivere romanzi (con Javier Cercas), nonché la seconda edizione di Raccontare, resistere (con Luis Sepulveda). Nel 2011 pubblica il romanzo L'energia del vuoto (Guanda), con il quale si addentra nel mondo dei fisici delle particelle, raccontando l'avventura della scienza in forma di thriller politico. Del 2014 è Prima della battaglia, un noir "sui generis" ambientato tra Napoli e il Messico che ha per protagonista il commissario Alberto Malinconico. Del 2016 è Qualcosa, là fuori (Guanda), che racconta l'avventura di una migrazione di massa in un'Europa sconvolta dai cambiamenti climatici. Nel 2020 ha pubblicato Il fantasma dei fatti, un romanzo che parte da quattro fatti di cronaca degli inizi degli anni Sessanta (la morte di Mario Tchou e quella di Enrico Mattei, l'arresto e le condanne di Felice Ippolito e Domenico Marotta) per indagare, attraverso la figura del capo della stazione di Roma della CIA all'epoca, sulle cause del declino attuale dell'Italia. Del 2021 è Luis Sepulveda. Il ribelle, il sognatore, dedicato all'amico scrittore scomparso per il Covid nel 2020.
Conoscitore della letteratura spagnola e latinoamericana, Arpaia affianca alle attività di romanziere e saggista quella di traduttore. Ha curato i Meridiani Mondadori dedicati a Gabriel García Márquez e a Mario Vargas Llosa. Collaboratore de La Repubblica, per la Mondadori ha tradotto e curato i romanzi di Carlos Ruiz Zafón.

## Opere
- I forestieri, Leonardo Editore, 1990.
- Il futuro in punta di piedi, Donzelli, 1994.
- Tempo perso, Marco Tropea editore, 1997; Guanda, 2003.
- L'Angelo della storia, Guanda, 2001.
- Per una sinistra reazionaria, Guanda, 2007.
- L'energia del vuoto, Guanda, 2011.
- La cultura si mangia!, con Pietro Greco, Guanda, 2013.
- L'avventura di scrivere romanzi (con Javier Cercas), Guanda, 2013
- Qualcosa, là fuoriì, Guanda, 2016.
- Il fantasma dei fatti, Guanda, 2020.
- Luis Sepulveda. Il ribelle, il sognatore, Guanda, 2021.
- Ma tu chi sei, Guanda, 2023.

### Il commissario Malinconico
- Il passato davanti a noi, Guanda, 2006.
- Prima della battaglia. Un'indagine del commissario Malinconico, Guanda, 2014.